# إميل فوكس
إميل فوكس (بالإنجليزية: Emil Fuchs)‏ هو محامي أمريكي، ولد في 17 أبريل 1878، وتوفي في 5 ديسمبر 1961.